# Anastazy Rutkowski
Anastazy Rutkowski (ur. 16 kwietnia 1908 w miejscowości Żbiki-Gawronki, zm. 19 maja 1995 w Wołominie) – polski ksiądz katolicki, publicysta.
Urodził się w rodzinie drobnoszlacheckiej, był synem Walentego i Heleny z Budnych. W l. 1920–22 uczęszczał do gimnazjum w Przasnyszu. W 1927 ukończył płockie Liceum im. Św. Stanisława Kostki i podjął studia filozoficzno-teologiczne w Wyższym Seminarium Duchownym w Płocku. Święcenia kapłańskie przyjął 10 czerwca 1933 z rąk abpa Antoniego Juliana Nowowiejskiego. Przed wybuchem wojny pracował jako wikariusz w parafiach: Ciechanów, Goworowo i Mława. Współpracował z prasą katolicką, był członkiem Zjednoczenia Pisarzy Katolickich. W 1938 r. uzyskał tytuł magistra prawa kanonicznego na Uniwersytecie Jana Kazimierza we Lwowie. 
We wrześniu 1939 został na kilka dni proboszczem wojskowej parafii św. Barbary w Modlinie. Potem wraz z całą załogą Modlina ewakuował się w stronę Warszawy, następnie Lublina i Kowla, gdzie doszły go wiadomości o agresji wojsk sowieckich. Po przekroczeniu granicy rumuńskiej oraz węgierskiej został internowany. Był kierownikiem Katolickiego Duszpasterstwa dla polskich żołnierzy internowanych na terenie Królestwa Węgier. Pisał artykuły do „Wieści Polskich”, wychodzących w Budapeszcie od 1939. 
Po wojnie pracował jako proboszcz w Wyszynach Kościelnych (1945–48), Proboszczewicach (1948–1950), Imielnicy (1950–52), Płońsku (1952–59) i Pułtusku (do 1975). Funkcję dziekana sprawował przez 24 lata, w latach 1957–62 był diecezjalnym wizytatorem nauki religii, w latach 1966–68 był diecezjalnym referentem prasowym. W 1957 mianowany kanonikiem honorowym kapituły kolegiackiej w Pułtusku, w 1959 otrzymał od biskupa Zakrzewskiego godność kanonika gremialnego tejże kapituły. W 1957 odznaczony godnością Szambelana papieskiego, w 1968 mianowany przez biskupa Sikorskiego infułatem–prepozytem kapituły pułtuskiej. Pochowany został w grobie rodzinnym na cmentarzu parafialnym w Krasnem.